# 相川みさお
相川 みさお（あいかわ みさお、1979年7月2日 - ）は、日本の元お菓子系アイドル。本名、大根田 美加。神奈川県出身。

## 略歴
かつては浅野アユコという名前で活動。
1996年、大根田美加名義で大洋図書『egg』に掲載。お菓子系雑誌には同年末の『クリーム』1月号で初登場。美貌とアンニュイな雰囲気で、お菓子系アイドルの第一人者、シーンの牽引車として活躍した。
結婚のため、2005年5月末をもって芸能界を引退した。

## 出演

### テレビCM
- 京成スカイライナー
- バンプレスト、箱吉
- NTTドコモ東海
- セーフティーコーポレーション、AVLシステム

### テレビ番組
- 発掘!あるある大事典（フジテレビ）
- VIP（TBS）
- めざせ甲子園（瀬戸内海放送）

### 映画・Vシネマ
- GO-CON!（つんくタウンFilm）
- 殉霊鬼（アースライズ）
- Deep Love 〜アユの物語〜（zavn）主演

### イメージビデオ
- 美少女ソナタ 第2番（英知出版）
- ときめきアイドル白書（英知出版）

## 音楽CD

### シングル
- リメンバーブルー[2]（1998年12月20日、Gess Com Entertainment）

### ミニアルバム
- ダイヤモンドスター[3]（1998年5月21日、Gess Com Entertainment）
- トゥモロー（1999年）

## 書籍
- 憧裸真（1998年12月25日、バウハウス）ISBN 4-89461-131-7
- フォー・エヴァー（1999年12月、バウハウス）ISBN 4-89461-166-X

## 雑誌掲載
- Cream(1997/MARCH/No.56 ミリオン出版)表紙
- Cream(1997/JUNE/No.59 ミリオン出版)
- Cream(1998/MAY/No.70 ミリオン出版)